# 比縣 (德克薩斯州)
比縣（英語：Bee County）位美國德克薩斯州中南部的一個縣。面積2,280平方公里。根据美國2000年人口普查，共有人口32,359人。縣治比維爾（Beeville）。
成立於1857年12月8日，縣政府成立於1858年1月25日。縣名紀念歷任德克薩斯共和國臨時政府財政部長、戰爭部長、國務卿的班納德·E·比。